# Rudina Hajdari
Rudina Hajdari (ur. 15 sierpnia 1987 w Tropoi) – albańska politolożka i publicystka, deputowana do Zgromadzenia Albanii z ramienia Demokratycznej Partii Albanii.

## Życiorys
W latach 2001–2017 mieszkała w Stanach Zjednoczonych; studiowała politologię na Uniwersytecie Columbia i w Wielkiej Brytanii, następnie pracowała w Kongresie Stanów Zjednoczonych. Po powrocie do Albanii zaangażowała się w działalność polityczną; w wyborach parlamentarnych z 2017 roku uzyskała mandat do Zgromadzenia Albanii, gdzie reprezentowała Demokratyczną Partię Albanii.
W grudniu 2018 roku wyraziła poparcie dla protestujących studentów.
W marcu 2019 roku Rudina Hajdari została wydalona z Demokratycznej Partii Albanii. W następnym miesiącu zostać przewodniczącą Demokratycznej Partii Posłuszeństwa (alb. Bindja Demokratike), do czego nie doszło; sama Hajdari stwierdziła, że nie ma nic wspólnego z tą partią.
11 lipca 2020 roku poinformowała o zamiarze utworzenia nowej partii politycznej, która wzięłaby w następnym roku wzięła udział w wyborach parlamentarnych.
W 2021 roku dołączyła do partii Nisma Thurje, w kwietniu tegoż roku spotkała się w Elbasanie z ambasadorem Unii Europejskiej w Albanii Luigim Sorecą.

## Wybrane publikacje
- Albania Elections: Why Politics in the Balkans Needs a New Narrative and an End to Macho Posturing (ang.)
- Op-Ed: Half Truths & Gangster Politics (ang.)
- Op-Ed: Protests, Post-Communism and Compromise in Albania (ang.)
- Op-Ed: The Perfect Storm (ang.)

## Życie prywatne
Jej ojcem był współzałożyciel Demokratycznej Partii Albanii, Azem Hajdari. W listopadzie 2015 roku urodziła córkę.